# Uche Okafor
Uchenna Kizito Okafor, conocido futbolístimente como Uche Okafor (8 de agosto de 1967 – 6 de enero de 2011) fue un futbolista nigeriano, que jugó como defensa. Hizo 34 apariciones como internacional en la selección nigeriana.

## Biografía
La carrera de Okafor se desarrolló en muchos países antes de establecerse en los Estados Unidos. Okafor fue elegido por los Kansas City Wizards en el noveno puesto del draft de la MLS de 1996 y ugó allí cinco temporadas antes de retirarse.
Como internacional jugó con Nigeria en la Copa Africana de Naciones 1994, donde la selección salió campeona pero sufrió una lesión en el tobillo poco después. Formó parte de la selección en la Copa Mundial de Fútbol de 1994 aunque no jugó ningún partido, y tan solo uno en los Mundial de 1998, así como también en los Juegos Olímpicos de 1988.
Después de retirarse, Okafor entrenó para la Associated Soccer Group, como miembro de la North Texas Soccer Association. Fue entrenador en jefe del equipo masculino 91 Gold Central y del equipo masculino 93 HP Central que juegan en la liga Plano Premier Select Soccer. Okafor era un experto habitual en fútbol africano en la cobertura de ESPN y su programa PressPass.

## Fallecimiento
El cuerpo de Okafor fue hallado por su esposa en enero de 2011, poco después de regresar a casa después de dejar a su hija en la escuela en Little Elm, una ciudad a unas 30 millas al noroeste de Dallas. La Oficina del Médico Forense del Condado de Tarrant dijo que se ahorcó en un pasillo. La familia de Okafor rechazó el fallo de suicidio del Departamento de Policía de Little Elm, sospechando un ajuste de cuentas.
Kent Babb, reportero del Kansas City Star, publicó un análisis en profundidad de la muerte de Uche el 19 de mayo de 2012.

### Participaciones en Copas del Mundo
| Mundial                        | Sede           | Resultado        |
| ------------------------------ | -------------- | ---------------- |
| Copa Mundial de Fútbol de 1994 | Estados Unidos | Octavos de final |
| Copa Mundial de Fútbol de 1998 | Francia        | Octavos de final |

## Clubes
| Club                | País           | Año       |
| ------------------- | -------------- | --------- |
| ACB Lagos           | Nigeria        | 1986–1988 |
| Racing de Malinas   | Bélgica        | 1988–1991 |
| UR Namur            | Bélgica        | 1991–1992 |
| Le Touquet AC       | Francia        | 1992–1993 |
| Hannover 96         | Alemania       | 1993–1994 |
| União de Leiria     | Portugal       | 1994      |
| Ironi Ashdod        | Israel         | 1995      |
| Farense             | Portugal       | 1995–1996 |
| Kansas City Wizards | Estados Unidos | 1996–2000 |

## Palmarés
Selección de Nigeria
- Copa Africana de Naciones 1994ː Campeón

Kansas City Wizards
- MLS Cup: 2000
- Supporters' Shield: 2000